# オンドジェヨフ天文台

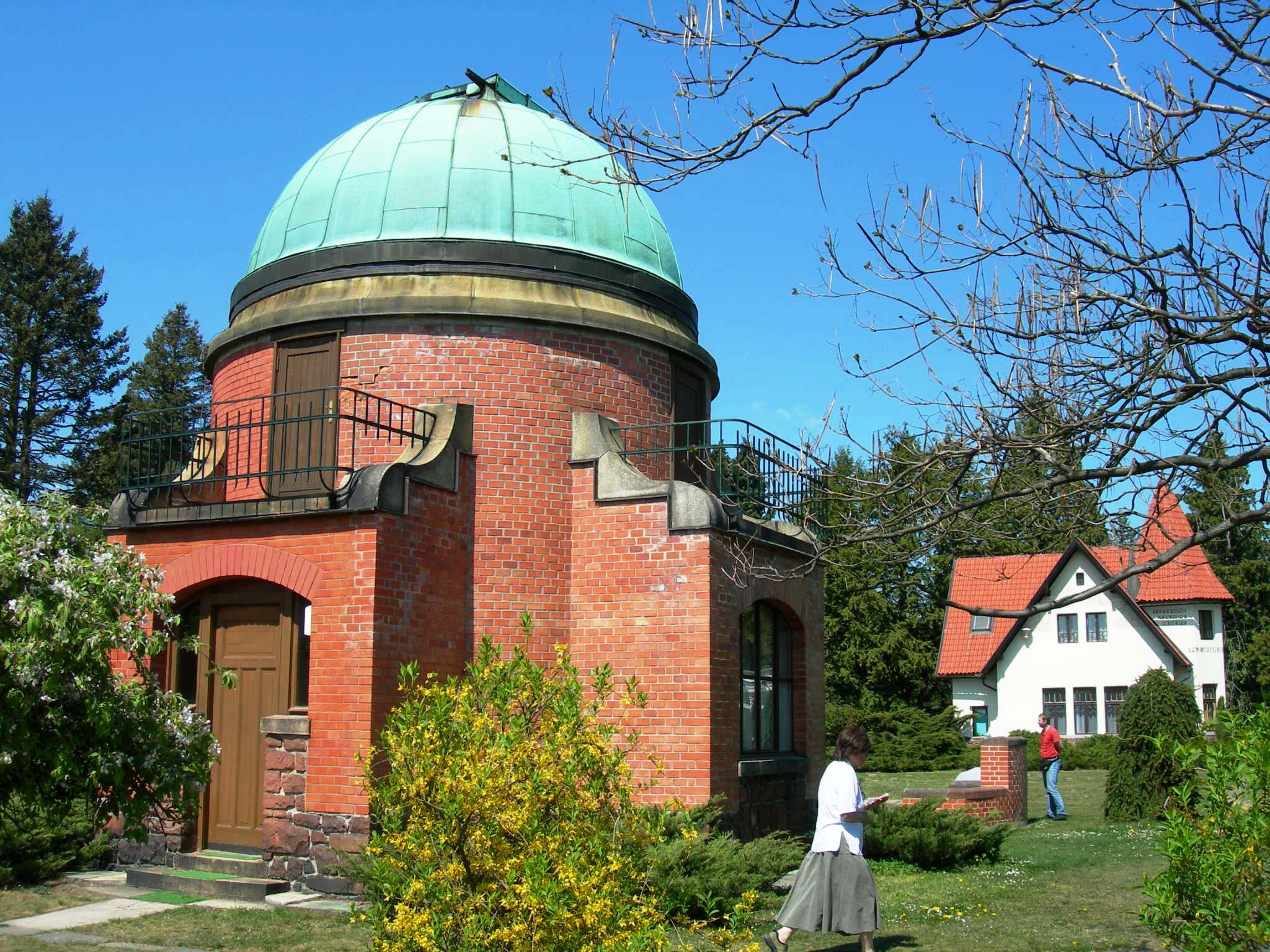
Observatoř Ondřejov

オンドジェヨフ天文台（オンドジェヨフてんもんだい、チェコ語: Ondřejovská hvězdárna）はチェコの科学アカデミーの天文部門の主要な天文台である。プラハの南東35kmにあるオンドジェヨフ村にある。
1898年にチェコのアマチュア天文家ヨセフ・フリシュ (Josef Jan Frič)の個人天文台として建設された。1928年にチェコ独立10周年を記念して、国に寄付された。プラハの大気汚染や光害から逃れるために500mの高さのある天文台は1953年にチェコスロヴァキア科学アカデミーが設立されるまで、プラハ・カレル大学が管理し、現在は他の天文施設とともに科学アカデミーの天文部門が管理している。多くの小惑星を発見したことで知られる。